# Kamień Nowy (gromada)
Kamień Nowy (od 31 XII 1961 Lipińskie) – dawna gromada, czyli najmniejsza jednostka podziału terytorialnego Polskiej Rzeczypospolitej Ludowej w latach 1954–1972.
Gromady, z gromadzkimi radami narodowymi (GRN) jako organami władzy najniższego stopnia na wsi, funkcjonowały od reformy reorganizującej administrację wiejską przeprowadzonej jesienią 1954 do momentu ich zniesienia z dniem 1 stycznia 1973, tym samym wypierając organizację gminną w latach 1954–1972.
Gromadę Kamień Nowy z siedzibą GRN w Kamieniu Nowym (w obecnym brzmieniu Nowy Kamień) utworzono – jako jedną z 8759 gromad na obszarze Polski – w powiecie gostynińskim w woj. warszawskim, na mocy uchwały nr VI/10/3/54 WRN w Warszawie z dnia 5 października 1954. W skład jednostki weszły obszary dotychczasowych gromad Emilianów, Kamień Nowy, Kamień Stary, Lipińskie, Radycza, Robertów, Rybie-Sokołów, Rybie-Szymanów i Rybie-Tarnów ze zniesionej gminy Pacyna w tymże powiecie. Dla gromady ustalono 14 członków gromadzkiej rady narodowej.
31 grudnia 1961 gromadę Kamień Nowy zniesiono przenosząc siedzibę GRN z Kamienia Nowego do Lipińskich i zmieniając nazwę jednostki na gromada Lipińskie.